# Крылатки
Крылатки (лат. Pterois) — род лучепёрых рыб семейства скорпеновых. Общая длина тела от 20 см (P. andover, P. antennata) до 45,7 см (крылатка-зебра). Распространены в Индо-Тихоокеанской области. 
Тело продолговатое, сжатое по бокам, покрыто чешуей. Челюсти, рыло, жаберные перепонки и иногда часть межглазничного пространства лишены чешуи. В спинном плавнике насчитывается 12—13 сильно удлиненных колючих лучей, укол которых ядовит. Мягких лучей в спинном плавнике 10—11, они умеренной величины. В анальном плавнике имеется 3 колючих и 6—7 (8) мягких лучей. В грудном плавнике находится от 12 до 17 очень сильно удлиненных лучей, простирающихся за основание хвостового плавника и за плавник. Все лучи грудного плавника соединены между собой вблизи своих оснований. Лучи второго спинного, анального и хвостового плавников ветвистые. В брюшных плавниках содержится один колючий и 5 ветвистых лучей. Предкрышечных шипов насчитывается 3 штуки. На голове имеются обычно кожистые мочки и усики.

## Виды
В роде крылаток 11 видов:

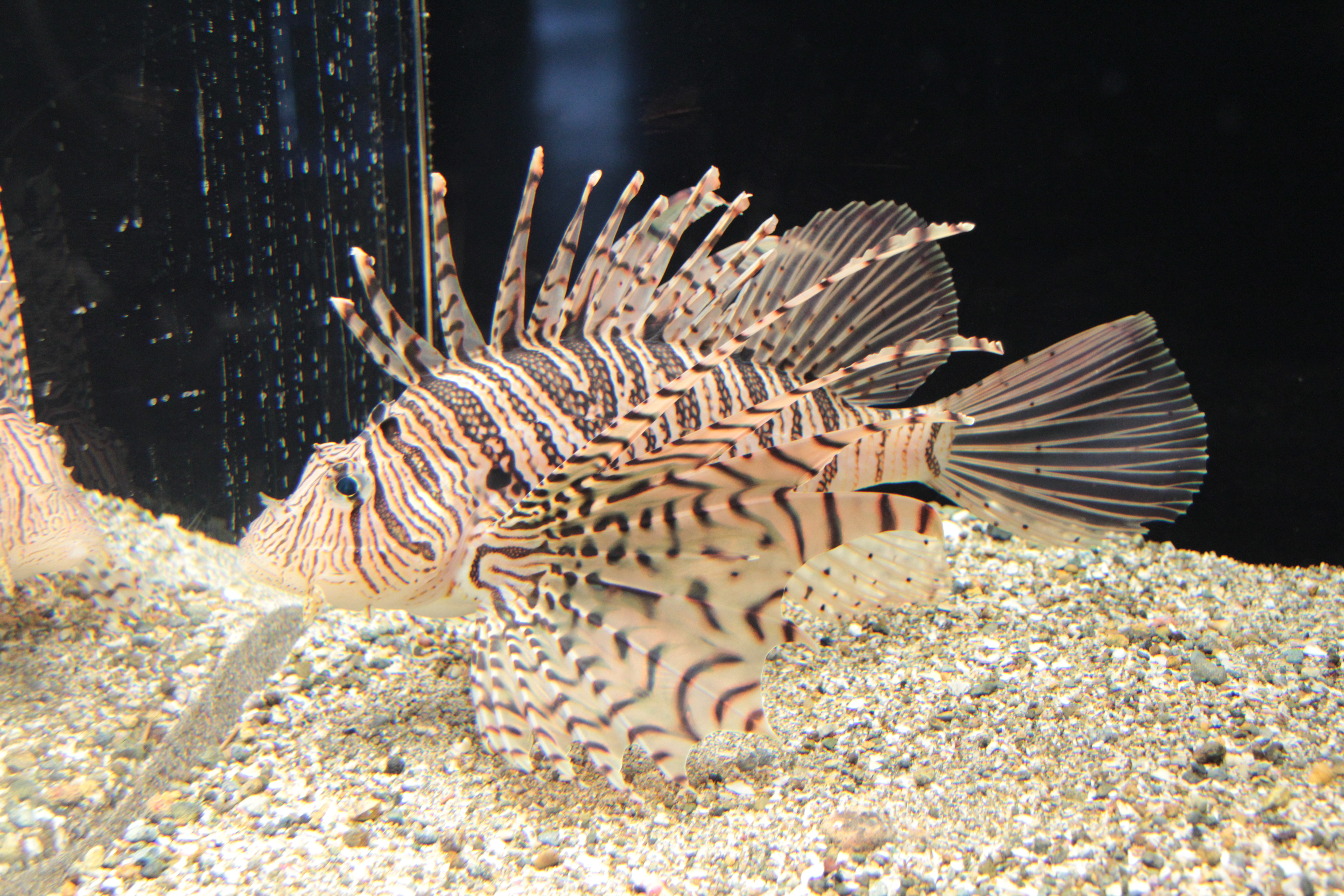
Pterois andover
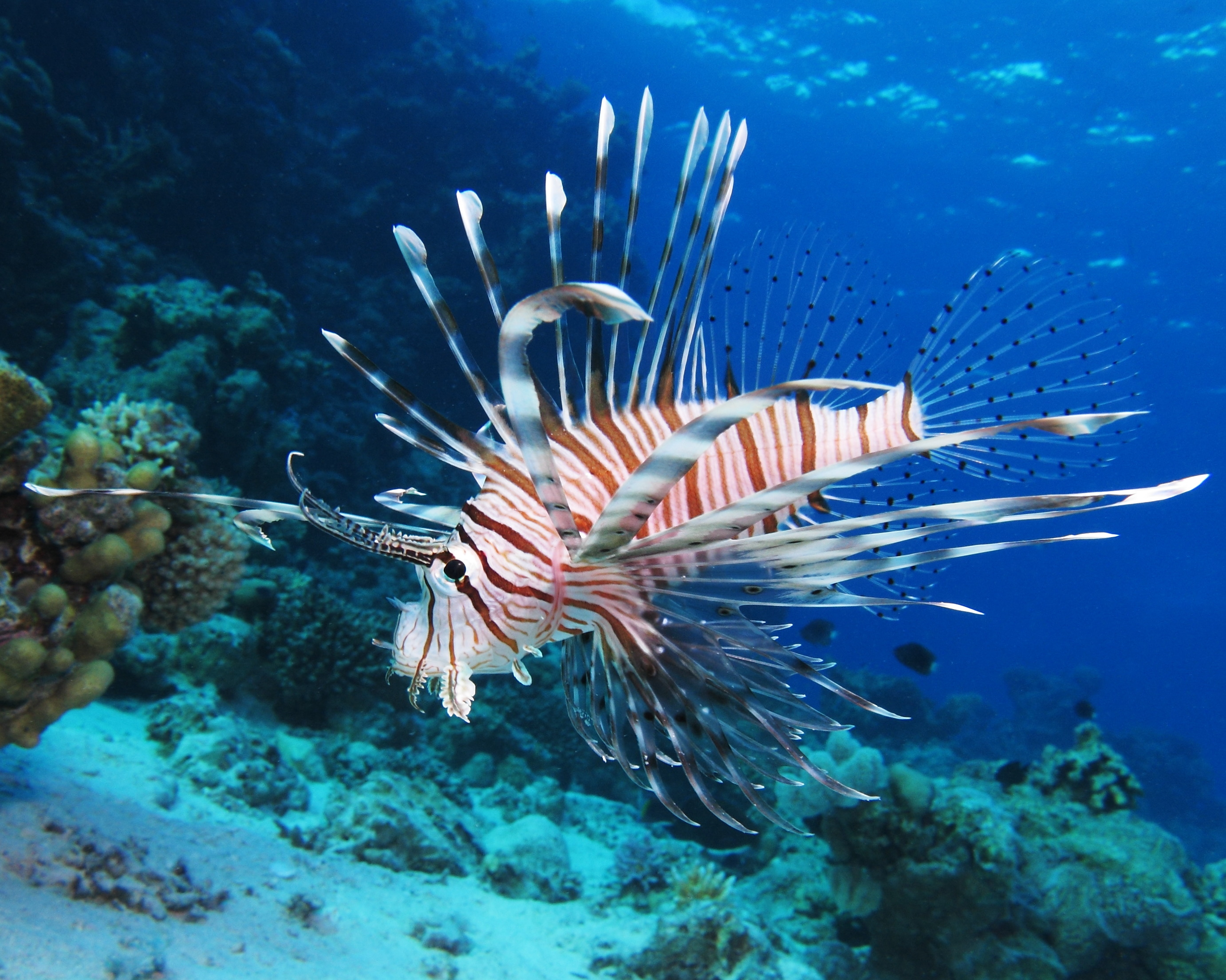
Pterois antennata — Антенновая крылатка
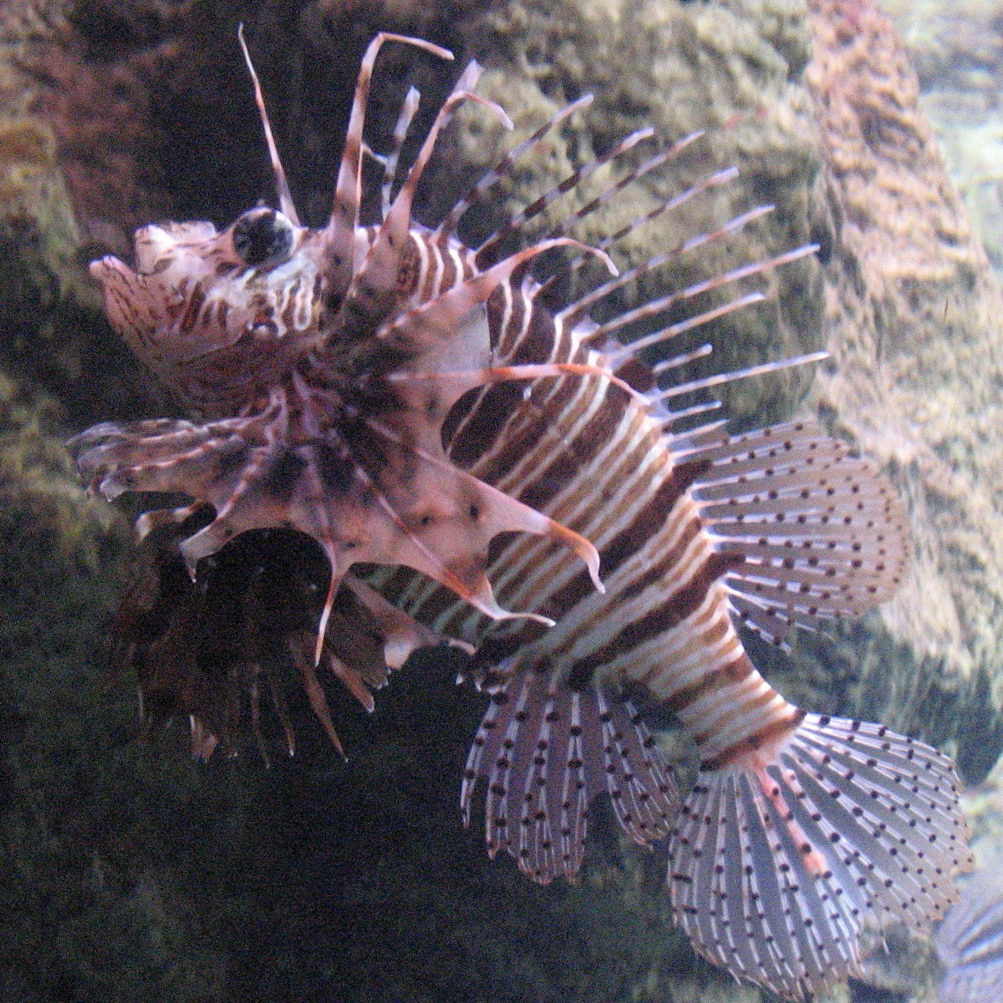
Pterois brevipectoralis
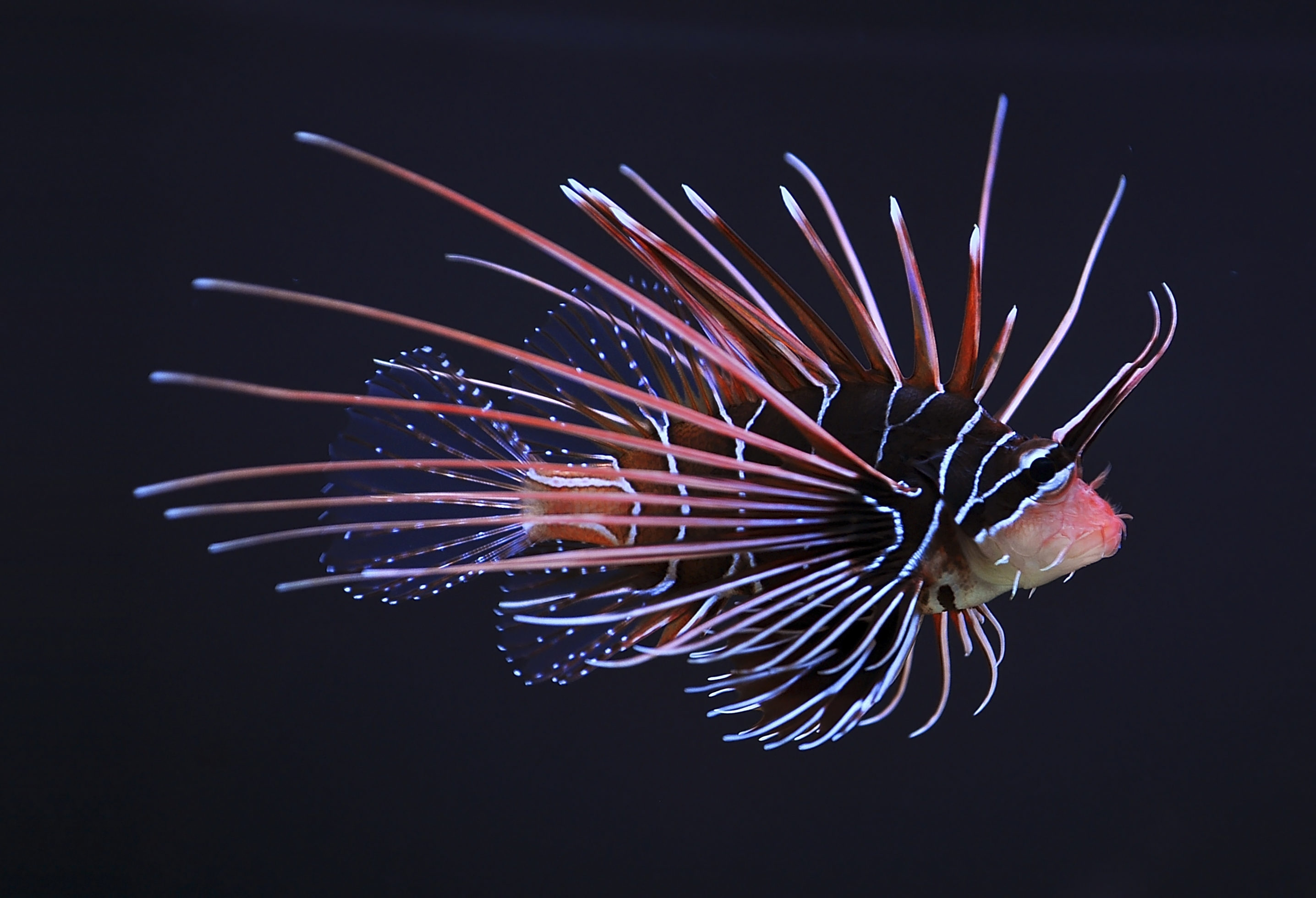
Pterois lunulata
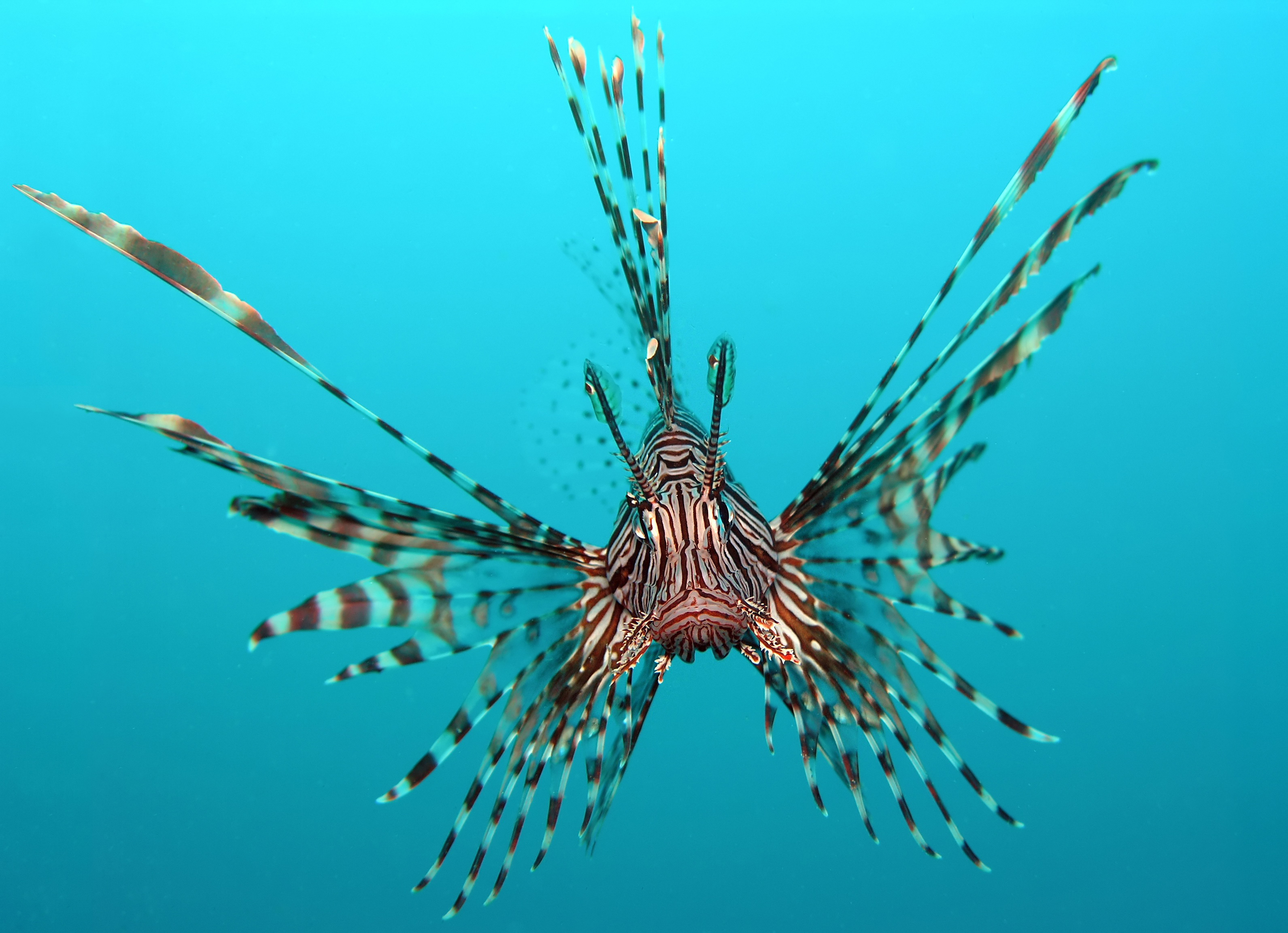
Pterois miles — Индийская крылатка
- Pterois mombasae — Момбасская крылатка[3]
- Pterois paucispinula
- Pterois radiata — Радиальная крылатка[3]
- Pterois russelii
- Pterois sphex
- Pterois volitans — Крылатка-зебра[3]

- Pterois lunulata
- Pterois miles
- Pterois mombasae
- Pterois radiata
- Pterois volitans